# Poiretia unifoliolata
Poiretia unifoliolata là một loài thực vật có hoa trong họ Đậu. Loài này được Martins & Pedersoli miêu tả khoa học đầu tiên.